# 茅ヶ崎中央インターチェンジ
茅ヶ崎中央インターチェンジ（ちがさきちゅうおうインターチェンジ）は、神奈川県茅ヶ崎市にある新湘南バイパスのインターチェンジである。
茅ヶ崎海岸方面出入口には圏央道と接続する茅ヶ崎JCTが併設されているが、構造上は当ICからは圏央道への流出入は不可能となっており、事実上のハーフインターチェンジである。圏央道海老名JCT方面へ向かう場合には、隣の寒川南ICを利用する。

## 接続道路
- C4新湘南バイパス(24番)
- 神奈川県道45号丸子中山茅ヶ崎線
- 神奈川県道44号伊勢原藤沢線

## 周辺
- 香川駅（JR相模線）
- 北茅ケ崎駅（JR相模線）
- 茅ケ崎駅（JR東海道本線、相模線）

## 隣
C4 新湘南バイパス
藤沢IC - 茅ヶ崎TB - (24)茅ヶ崎中央IC（藤沢方面出入口） - (24)茅ヶ崎中央IC（茅ヶ崎海岸方面出入口）/(25)茅ヶ崎JCT  - 茅ヶ崎西IC
C4 首都圏中央連絡自動車道
藤沢IC - 茅ヶ崎TB - (24)茅ヶ崎中央IC（藤沢方面出入口） - (25)茅ヶ崎JCT - (26)寒川南IC（東名高速方面出入口のみ）